# Конгрегационализм
Конгрегационали́зм (Конгрегациональная церковь) (англ. Congregational church; индепенденты, предводитель: Оливер Кромвель) — радикальная ветвь английского кальвинизма, утверждавшая автономию (англ. Independence) каждой поместной общины (конгрегации).
Появилась около 1580 года в результате раскола с пресвитерианами. Некоторые религиоведы считают конгрегационалистов одной из двух ветвей индепендентства — возникшего в Англии религиозного движения, сторонники которого требовали передать управление церквями местным церковным общинам, а не стоящим над ними региональным или общегосударственным структурам. Однако конгрегационалисты соглашались формально остаться в составе государственной Церкви Англии (даже до того, как она приняла кальвинизм в 1648 году), в то время как более радикальные представители индепендентства, так называемые сепаратисты (из которых затем выделились баптисты), добивались полного разрыва с Церковью Англии.
Конгрегационалисты отрицали необходимость не только вселенской, но и общенациональной церкви, поскольку подобные организации подразумевают затратную бюрократию. Индепендентство, вышедшее из пуританства, отринуло церковную организацию пресвитерианских синодов, которые индепенденты считали одним из видов деспотизма, стоящим в одном ряду с деспотизмом папистов и англикан.
В настоящее время в мире насчитывается около 3 млн конгрегационалистов. Самое большое их количество проживает в США (свыше 0,6 млн вместе со сторонниками близких к ним церквей).

## Особенности

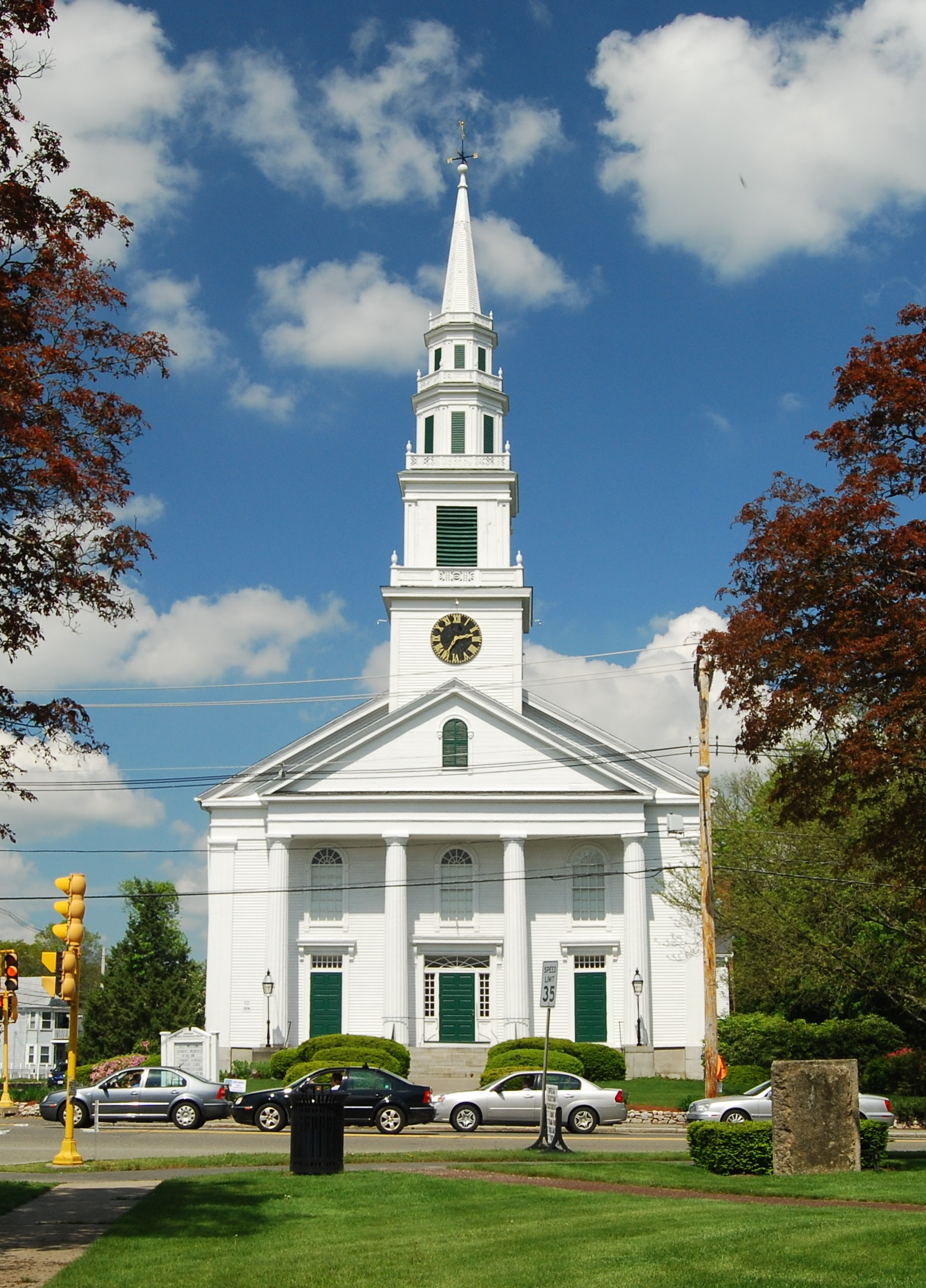
Конгрегационалистская церковь в Рентхеме (Массачусетс)

### Внутреннее устройство
Иерархии у индепендентов нет: ссылаясь на пример первых христианских общин, они не признавали между мирянами и духовенством той разницы, какую признавали другие церкви. Священнослужители избираются поместной церковью (конгрегацией).
Конгрегациональные церкви возглавляют старейшины (священники, проповедники, так называемые правящие старейшины из числа мирян). Имеются также диаконы. Священников и диаконов избирают члены конгрегации. В священнический сан может быть посвящена и женщина.
Все конгрегации равны между собой и полностью самостоятельны. Они поддерживают взаимную связь с помощью синодов (или ассоциаций), образуемых из старейшин и других представителей местных церквей. Цель синодов — установление дружественных и справедливых отношений между конгрегациями, сглаживание различий в вере и обрядности. Конгрегационалисты ежегодно созывают ассамблею, куда каждая местная церковь посылает своих представителей. Она избирает председателя на один год, он может быть как священником, так и мирянином.
Церковные общины конгрегационалистов объединены на региональном, государственном и международном уровнях, но все эти объединения имеют добровольный характер. Однако с начала XX века самостоятельность местных конгрегациональных церквей стала уменьшаться, и в этом отношении они приблизились (особенно в США) к пресвитерианским церквам.

### Догматика
В догматическом отношении конгрегационалисты примыкают по большей части к кальвинизму (исповедуют безусловное предопределение и монергистское понимание спасения). Впрочем, среди индепендентов встречается много различных оттенков, благодаря чему образовалось несколько более радикальных религиозных групп — квакеры, левеллеры, милленарии, искатели (seekers), ожидатели (англ. waiters) и другие.
Основной вероучительный документ конгрегационалистов — это Савойская декларация, принятая в 1658 году, которая является модификацией кальвинистского Вестминстерского исповедания и носит умеренный характер.
Конгрегационалисты избегают жёстких доктринальных формулировок, и вера ими рассматривается как личный контакт человека с Богом. Желающие стать членами конгрегациональной церкви не обязаны знать вероисповедные тексты. Иногда даже неправильно утверждается, что у конгрегационалистов нет общего исповедания веры. Среди последователей конгрегационализма есть люди, которые придерживаются либеральных (вплоть до унитарианства), консервативных или евангелистских взглядов.
Конгрегационалисты признают два таинства: Крещение и Причащение. При этом крещение не является обязательным условием членства в конгрегации, для членства достаточно одного заявления о вере в Христа как Спасителя и Господа. Причащение совершается 1 - 2 раза в месяц, причаститься в конгрегациональной церкви может любой верующий.
Культ в конгрегациональных церквах отличается простотой и близок к культу в других кальвинистских церквах, большое внимание конгрегационалисты уделяют проповеди. Форму богослужебной практики каждая местная церковь избирает самостоятельно.

## История

### Раннее развитие
Исторически, индепенденты выражали интересы джентри. Многие лидеры индепендентов были пресвитерианскими священниками. Основателем индепендентства можно считать Роберта Броуна (ум. в 1630 году), обнародовавшего в 1582 году резкий памфлет против англиканской церкви и положившего основание течения броунистов. Название индепендентов (то есть «независимых») утвердилось в начале XVII века. Так как отделение от государственной церкви рассматривалось тогда как преступление против верховной власти, то вскоре индепенденты стали подвергаться преследованиям, и уже в 1583 году двое из них были казнены за распространение идей Броуна и Гаррисона. В 1593 году той же участи подверглись Гринвуд и Барроу, державшиеся менее крайних воззрений, чем Броун. Число индепендентов довольно быстро увеличивалось в последнее десятилетие XVI века; но в начале следующего столетия вследствие преследований они в большинстве своём вынуждены были эмигрировать в Нидерланды, где знаменитый Робинсон организовал общину индепендентов в Лейдене. Там же в 1609 году Джон Смит и Томас Хэлвис основали первую баптистскую церковь.

### История движения в XVII веке
В 1616 году Генри Джэкоб возвратился из Голландии в Англию и основал индепендентскую общину в Лондоне, а в 1620 году несколько кораблей с индепендентами отплыло в Америку и положили там основание индепендентским общинам, чрезвычайно размножившимся впоследствии, так как преследования за веру со стороны властей Англии заставляли приверженцев индепендентства искать за океаном возможность устроить свою религиозную жизнь так, как требовала их совесть. В большинстве случаев это были честные, энергичные, глубоко верующие, неспособные идти на сделки с совестью люди. Своим усердием, многими крайностями и странностями они возбуждали часто насмешки, но в общем были силой, достойной уважения, с которой приходилось считаться. В числе эмигрантов были такие выдающиеся лица, как апостол свободы Роджер Уильямс, Уинтроп, Джон Коттон, Генри Вейн, вернувшийся впоследствии и игравший видную роль во время английской революции.
Вождём индепендентов был Оливер Кромвель, что сделало индепендентов особенно влиятельной партией во времена существования Английского содружества (Английской республики). Стремление к созданию независимых общин верующих в их учении происходило из идеи соборности церкви, основанной и возглавляемой не государственной властью, а непосредственно членами общин: сепаратисты верили в то, что христиане обязаны искать друг друга и образовывать церкви самостоятельно. Они были в политике приверженцами республиканских и демократических идей. К ним принадлежал поэт, политический деятель и мыслитель Мильтон. В Вестминстерском собрании богословов, открывшемся 1 июля 1643 года, пресвитерианское большинство встретило в индепендентах, убежденных и энергичных противников, горячо отстаивавших принцип свободы совести против попыток объявить пресвитерианское церковное устройство божественным установлением, то есть заменить гнет англиканских епископов гнетом пресвитерианских синодов.
Значением индепендентов во время республики объясняются преследования, которым они стали подвергаться после Реставрации, когда целый ряд постановлений (Акт единообразия (1662), Акт о собраниях (1664), Акт о пяти милях (1665), Акт удостоверения 1673 года и другие) ограничивал свободу их богослужения и права и грозил им тяжкими наказаниями.
Только с 1689 г. (при Вильгельме III) индепенденты снова получили признание со стороны государства и возможность спокойного существования. Индепенденты много сделали в деле широкого распространения образования среди народных масс, особенно в Америке, где насчитывалось наибольшее количество их религиозных групп.

## Конгрегационалистские организации
Сближению конгрегационалистов способствовало создание в 1948 году Международного конгрегационального совета, хотя встречи конгрегационалистов из разных стран с целью установления контактов начались ещё с 1891 года. В 1970 году Международный конгрегациональный совет влился в состав Всемирного альянса реформатских церквей (пресвитериан и конгрегационалистов).
Конгрегационалисты придерживаются принципов экуменизма и охотно идут на слияние с другими протестантами, прежде всего с пресвитерианами, реформатами и методистами, создавая с ними объединённые церкви в некоторых странах  (Объединённая церковь Канады, Объединяющаяся церковь в Австралии, Объединённая церковь Христа в США и другие).
Конгрегационалисты Европы установили тесные связи с родственными протестантскими религиозными организациями: церквами миссионерского согласия в скандинавских странах (Церковь миссионерского согласия Швеции, Церковь миссионерского согласия Норвегии), которые иногда считают даже конгрегационалистскими), Объединенной протестантской церковью Пфальца (реформатско-лютеранской), Голландской ремонстрантской церковью (небольшой церковной организацией, придерживающейся арминианства).
- Великобритания (Англия и Уэльс) — Конгрегационалистские церкви Англии и Уэльса (Congregational Church in England and Wales), в 1972 году объединились с Пресвитерианской церковью Англии  в Объединённую реформатскую церковь (United Reformed Church), не согласные с объединением образовали Конгрегационалистскую федерацию (Congregational Federation).
- Великобритания (Шотландия) — Конгрегационалистский союз Шотландии (Congregational Union of Scotland), в 2000 году присоединился к Объединённой реформатской церкви часть приходов которой не согласных с присоединением к ОРЦ присоединились к Конгрегационалистской федерации
- Ирландия и Великобритания (Северная Ирландия) — Конгрегационалистский союз Ирландии (Congregational Union of Ireland)[4]
- Соединённые Штаты Америки — Национальный совет конгрегационалистских церквей Соединённых Штатов (National Council of the Congregational Churches of the United States), в 1931 году объединилась с Генеральной конвенцией Христианской церкви в Конгрегационалистскую христианскую церковь (Congregational Christian Churches), последняя в 1957 году объединилась с Евангелической и реформатской церковью в Объединённую церковь Христа (United Church of Christ), в 1945 и 1955 году из частей Конгрегационалистской христианской церкви несогласными с объединением были созданы Национальная ассоциация конгрегационалистских христианских церквей (National Association of Congregational Christian Churches) и Консервативная конгрегационалистская христианскую церковь (Conservative Congregational Christian Conference) соответственно
- Канада — Конгрегационалистский союз Онтарио и Квебека (Congregational Union of Ontario and Quebec), в 1925 году объединился с Пресвитерианской церковью Канады и Методистской церковью в Объединённую церковь Канады (United Church of Canada), в 1988 году часть конгрегационалистских приходов вышли из неё и образовали Конгрегационалистскую христианскую церковь Канады (Congregational Christian Churches in Canada).
- Австралия — Конгрегационалистский союз Австралии (Congregational Union of Australia), в 1977 году объединился с Пресвитерианской церковью Австралии и Методистской церковью Австралии в Объединённую церковь Австралии (Uniting Church in Australia)[5], приходы не согласные с объединением образовали Содружество конгрегационалистских церквей (Fellowship of Congregational Churches),  в 1992 году от него отделилась Конгрегационалистская федерация Австралии и Новой Зеландии (Congregational Federation of Australia and New Zealand)
- Новая Зеландия — Конгрегационалистский союз Новой Зеландии (Congregational Union of New Zealand)
- Южная Африка — Евангелическое содружество конгрегационалистских церквей Южной Африки (Evangelical Fellowship of Congregational Churches in South Africa)